# God of War: Ghost of Sparta
God of War: Ghost of Sparta is een action-adventure spel ontwikkeld door Ready at Dawn en SCE Studios Santa Monica en in november 2010 uitgegeven door Sony Computer Entertainment voor de PlayStation Portable.
Het is spel is los gebaseerd op de Griekse mythologie en gefocust op de protagonist Kratos en vormt een deel van een saga (chronologisch het derde hoofdstuk in de God of War-serie) met wraak als centraal thema.

## Spelverloop
Kratos, nu de god van de oorlog (God of War), wordt achtervolgd door de visioenen van zijn sterfelijke verleden en besluit om zijn afkomst te verkennen.
Het orakel voorspelde dat de Olympus zou vallen door toedoen van een sterke krijger. De goden Ares en Athena geloofden dat Deimos, de broer van Kratos, dit zou zijn vanwege zijn vreemde moedervlekken. Ares ontneemt Kratos en zijn broer hun jeugdige opleiding en ontvoert Deimos naar de onderwereld, waar hij gemarteld wordt door Thanatos de God van de dood ( Niet te verwarren met Hades)

### Ruïnes van Atlantis
Na het doden van Ares is Kratos nu de oorlogsgod. Hij wordt gekweld door dromen over zijn sterfelijke leven. Kratos merkt dat in deze dromen een kern van waarheid zit en hij gaat op zoek naar zijn ouders.
Hij besluit om naar de ruïnes van Atlantis te gaan op zoek naar de tempel van Poseidon. De zeegod stuurt echter verschillende monsters op hem af zoals de Minotaurus en Scylla.
Na veel tegenslagen te hebben overwonnen komt Kratos aan bij de tempel en vindt zijn zieke moeder Callisto. Callisto verteld dat Deimos nog leeft en fluistert wie de vader is van Kratos. Na deze woorden verandert Callisto in een monster en wordt Kratos gedwongen haar te doden.

### Volcano
Kratos komt aan in een gigantische vulkaan dicht bij Atlantis. Hij verslaat Lanaeus en bevrijdt de gevangene Thera. Zo haalt hij zich de toorn van Scylla op de hals, die Atlantis verwoest. Hij krijgt nog wel zijn oude wapens terug; de zwaarden van Sparta.

### De god van de dood
Eindelijk bevrijdt Kratos zijn broer, die hem aanvalt omdat het zo lang duurde. Maar Thanatos komt tussenbeide. Kratos en Deimos verslaan Thantalos maar Deimos komt om het leven.
Kratos begraaft Deimos en vraagt aan de grafdelver wie hij nu werkelijk is en wat de goden hem hebben aangedaan. De grafdelver vertelt Kratos dat na het doden van de dodengod er geen god meer is die de dood voortbrengt. Uiteindelijk ontdekt Kratos dat hij de nieuwe dodengod is.

### Broer en zus
Op het einde zegt Athena dat ze broers en zussen zijn en dat de vader van Kratos de oppergod Zeus is.

## Personages
- Kratos
- Athena †
- Deimos †
- Ares († Hereist in God of War 3)
- Lanaeus †
- Grave Digger
- Koning Midas †

- Callisto †
- Thera
- Poseidon †
- Erinys †
- Thanatos †
- Dissenter †
- Last Spartan †

## Vijanden
- Cycloop
- Gepantserde Cycloop
- Gorgoon
- Minotaurus
- Megas Minotaurus
- Geryon
- Automaton
- Vervloekte doden
- Konijnhond
- vervloekte ellendelingen
- Harpij
- Harpij met vuur
- Hoplieten

- boogschutters
- bewakers
- zwaardvechters
- Dredge of Boreas
- Boreas Spown
- Scylla brood
- Keres Wraiths
- Raven
- Saters
- Drietand Huurling
- Drietand soldaat
- Drietand-heer

## Eindbazen
- Scylla
- Callisto
- Erinys
- Piaeus Lion
- Deimos
- Thanatos